# Wojciech Mecwaldowski
Wojciech Mecwaldowski (né le 5 avril 1980 à Duszniki-Zdrój, en Pologne) est un acteur polonais.

## Filmographie partielle
- 2012 : 11 settembre 1683 (aussi The Day of the Siege: September Eleven 1683) de Renzo Martinelli : Jerzy Franciszek Kulczycki
- 2013 : La Fille de l'armoire de Bodo Kox - Tomek
- 2017 : The Art of Loving (Sztuka kochania. Historia Michaliny Wislockiej) de Maria Sadowska
- 2020 : Nobody Sleeps in the Woods Tonight (W lesie dzis nie zasnie nikt) de Bartosz M. Kowalski : le gestionnaire de camp
- 2021 : Le Rapport Auschwitz (The Auschwitz Report) : Kozlowski